# Соловьёв, Евгений Андреевич
Евгений Андреевич Соловьёв (1866—1905) — русский литературный критик, историк литературы, беллетрист. Псевдонимы: Скриба, Андреевич, Мирский, Смирнов.

## Биография
Родился 6 (18) августа 1866 года. Учился в 3-й Петербургской гимназии. Отец Андрей Васильевич (1824—1874), из священнических детей, кончил курс богословских наук в Пензенской духовной семинарии (1843), надворный советник, почётный мировой судья; мать Анна Александровна (урождённая Долгова).
Соловьёв в 1888 году окончил историко-филологический факультет Императорского Санкт-Петербургского университета. Окончив курс наук, Соловьёв обратился в Министерство народного просвещения с ходатайством об определении его учителем древних языков в Якутскую гимназию. По представлении диссертации (из Якутска) был утверждён в степени кандидата и получил диплом. В 1889 году перемещён на должность преподавателя истории и географии Красноярской губернской гимназии. Ученики отмечали его «совершенно исключительные педагогические способности». По сибирским впечатлениям выпустил сборник рассказов «В раздумье» (1893).
Оставлен на кафедре всеобщей истории Петербургского университета (1890) для приготовления к профессорскому званию. Назначен сверхштатным преподавателем истории 2-й петербургской гимназии (1891), в 1892 году переведён преподавателем истории во 2-ю тифлисскую женскую гимназию. Выдержав испытание на степень магистра всеобщей истории (1892), отправлен за границу на 1 год. Преподавал историю в ремесленном училище цесаревича Николая (с 1898), в 3-й петербургской гимназии (1899).
По возвращении в Санкт-Петербург занялся литературной деятельностью: писал корреспонденции, делал обзоры художественных выставок, редактировал иностранные переводы, подбирал рисунки для иллюстрированных журналов, читал в университете лекции.
Для серии Жизнь замечательных людей, издававшейся Павленковым, он написал ряд биографий:
- Гегель. Его жизнь и философская деятельность (1-е изд. — 1891)
- Ф. М. Достоевский. Его жизнь и литературная деятельность (1-е изд. — 1891)
- О. И. Сенковский. Его жизнь и литературная деятельность в связи с историей современной ему журналистики (1-е изд. — 1892)
- Иоанн Грозный. Его жизнь и государственная деятельность (1-е изд. — 1893)
- Оливер Кромвель. Его жизнь и политическая деятельность (1-е изд. — 1893)
- Д. И. Писарев. Его жизнь и литературная деятельность (1-е изд. — 1893) — 3-е изд. — 1899.
- Н. М. Карамзин. Его жизнь и научно-литературная деятельность (1894)
- Мильтон. Его жизнь и литературная деятельность (1894)
- Ротшильды. Их жизнь и капиталистическая деятельность (1894)
- Л. Н. Толстой. Его жизнь и литературная деятельность (1894; 2-е изд. — 1897) — в 1905 была напечатана переработанная им версия
- И. С. Тургенев. Его жизнь и литературная деятельность (1-е изд. — 1894)
- Аксаковы. Их жизнь и литературная деятельность (1-е изд. — 1895) — под псевдонимом В. Д. Смирнов
- Г. Т. Бокль. Его жизнь и научная деятельность (1-е изд. — 1895)
- И. А. Гончаров. Его жизнь и литературная деятельность (1-е изд. — 1895)
- А. И. Герцен. Его жизнь и литературная деятельность (1898) — под псевдонимом В. Д. Смирнов (прежде: Жизнь и деятельность А. И. Герцена в России и заграницей. — 1897.)

В 1898 году он издал компилятивную книгу «Белинский в его письмах и сочинениях».
Под псевдонимом Скриба Е. А. Соловьёв печатал критические фельетоны в «Русской жизни» и «Новостях». С основанием в конце 1890-х гг. журнала «Жизнь», под псевдонимом Андреевич, он печатал в нём широко задуманные, но под конец скомканные статьи «Семидесятые годы», статьи о А. П. Чехове и М. Горьком. Часть этих статей вошла впоследствии в состав «Книги о Чехове и Горьком» (СПб., 1901) и «Очерков из истории, русской литературы XIX века» (СПб., 1903). В своих публикациях от отмечал, что в 1890-е годы ведущей силой в обществе стал пролетариат и на смену проповедуемой народничеством жертвенности пришла идея активной личности и бунт против мещанского миропорядка. Ведущими писателями, отразившими новое отношение к личности, для него были Чехов и Горький. В горьковских героях он увидел воплощение мятежного и непримиримого человеческого духа. Также он отмечал в творчестве позднего Толстого «великую недосягаемую правду изображения», критический реализм писателя, безжалостно срывающего «сто ризок с условностей нашей культурной, общественной жизни», оголяющего «её ложь, прикрытую высокими словами».

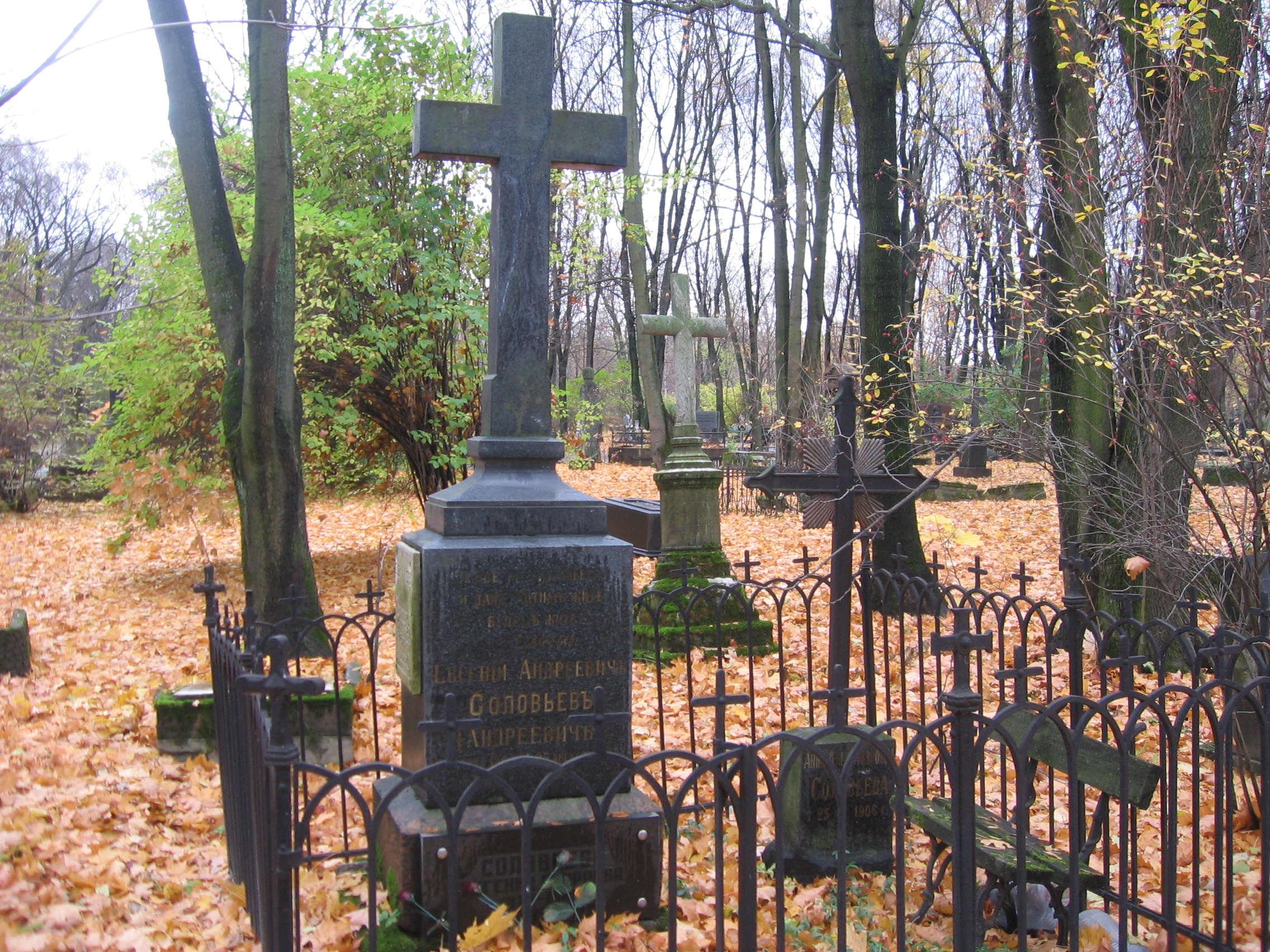
Надгробие Соловьёва-Андреевича на Литераторских мостках

В 1905 году издательством «Знание» была напечатана его книга (под псевдонимом Андреевич): «Опыт философии русской литературы», которая имела большой успех и в публике, и в критике. В своём сочинении Соловьёв определял «господствующую идею нашей литературы как аболиционистскую, освободительную». Для него «литература — борьба за освобождение личности и личного начала прежде всего»; «борьба классов» как будто забыта; вполне правильно признается «подвижничество за народ» всей русской интеллигенции, без различия «классов». Однако проводится мысль, что «личность писателя, во всей пестроте и капризности её обстановки и проявлений, все решительнее должна уйти из области истории литературы… Величайшей ошибкой было бы признавать, что мыслит отдельный человек: мыслят общественные группы, общественные классы. С отдельными именами связаны только наиболее удачные формулы». История литературы должна освободиться от «культа полубогов и героев, царей и царьков литературного мира».
Вдумчивый и работоспособный, Соловьёв был крайне беспорядочен в личной жизни. Страдая алкоголизмом, он часто откладывал работу до последнего момента и тут уже не стеснялся цитировать книги, которых вовсе не читал, на память делать цитаты из книг, прочитанных очень давно, и даже приводить огромные выдержки из разных книг без указания источника. Историко-литературные и критические работы Соловьёва были полны неточностей и ошибок. Язык и литературная манера его была крайне неровны. На некоторое время он даже исчез из столичной печати, но очень скоро его статьи появились в «Журнале для всех», — под новым псевдонимом Мирский.
Скоропостижно умер 25 августа (7 сентября) 1905 года. Похоронен на литераторских мостках Волковского кладбища.